# Neognophomyia panamensis
Neognophomyia panamensis är en tvåvingeart som beskrevs av Alexander 1930. Neognophomyia panamensis ingår i släktet Neognophomyia och familjen småharkrankar.
Artens utbredningsområde är Panama. Inga underarter finns listade i Catalogue of Life.